# Kneesall
Kneesall – wieś w Anglii, w hrabstwie Nottinghamshire, w dystrykcie Newark and Sherwood. Leży 28 km na północny wschód od miasta Nottingham i 193 km na północ od Londynu.